# عواطف حلمي
عواطف حلمي (4 أبريل 1942 -)، ممثلة مصرية.

## عن حياتها
متزوجة من الفنان مجدي رزق، تخرجت من «المعهد العالي للفنون المسرحية» قسم تمثيل عام 1963. التحقت بمسرح التلفزيون عام 1962، وهي ما زالت طالبة بالمعهد، ثم التحقت بفرقة مسرح الحكيم عام 1963، ثم فرقة المسرح الحديث عام 1974 حتى عام 2002. في عام 1998 حصلت على درجة فنان قدير بدرجة مدير عام من وزارة الثقافة.

## أعمالها
| - يوميات ونيس - هذا الزمان - امرأة في ورطة - بشرى سارة - وعد ومش مكتوب - بحلم يا دنيا بجد - فضة قلبها أبيض - ألوان السما السبعه | - حين ميسرة - دنيا - أولاد عزام - الحب بعد المداولة - مطعم تشي توتو - خالي من الكوليسترول - الشارد - بعد الشتات | - انوار الحكمة - خان القناديل - إمام الدعاة - رجل الأقدار - أميرة في عابدين - سوق العصر - الفرح - مبروك وبلبل | - ضد التيار - هارون الرشيد - اهالينا - لن أعيش في جلباب أبي - يوم حار جدا - امراة هزت عرش مصر - عمر بن عبد العزيز | - ليالي الحلمية. - عصر الائمة - بيوت في المدينه - الطاووس - رأفت الهجان - اللعبة القذرة - لا تتركني وحدي |

## روابط خارجية
- عواطف حلمي على موقع الدهليز
- عواطف حلمي على موقع قاعدة بيانات الأفلام العربية